# برایان گیبس
برایان گیبس (انگلیسی: Brian Gibbs; ۶ اکتبر ۱۹۳۶ – ۲۷ ژانویهٔ ۲۰۱۴) بازیکن فوتبال اهل بریتانیا بود.
از باشگاه‌هایی که در آن بازی کرده‌است می‌توان به باشگاه فوتبال گوسپورت بورو، باشگاه فوتبال گیلینگام، باشگاه فوتبال ای‌اف‌سی بورنموث، و باشگاه فوتبال کولچستر یونایتد اشاره کرد.